# Łyse Skały

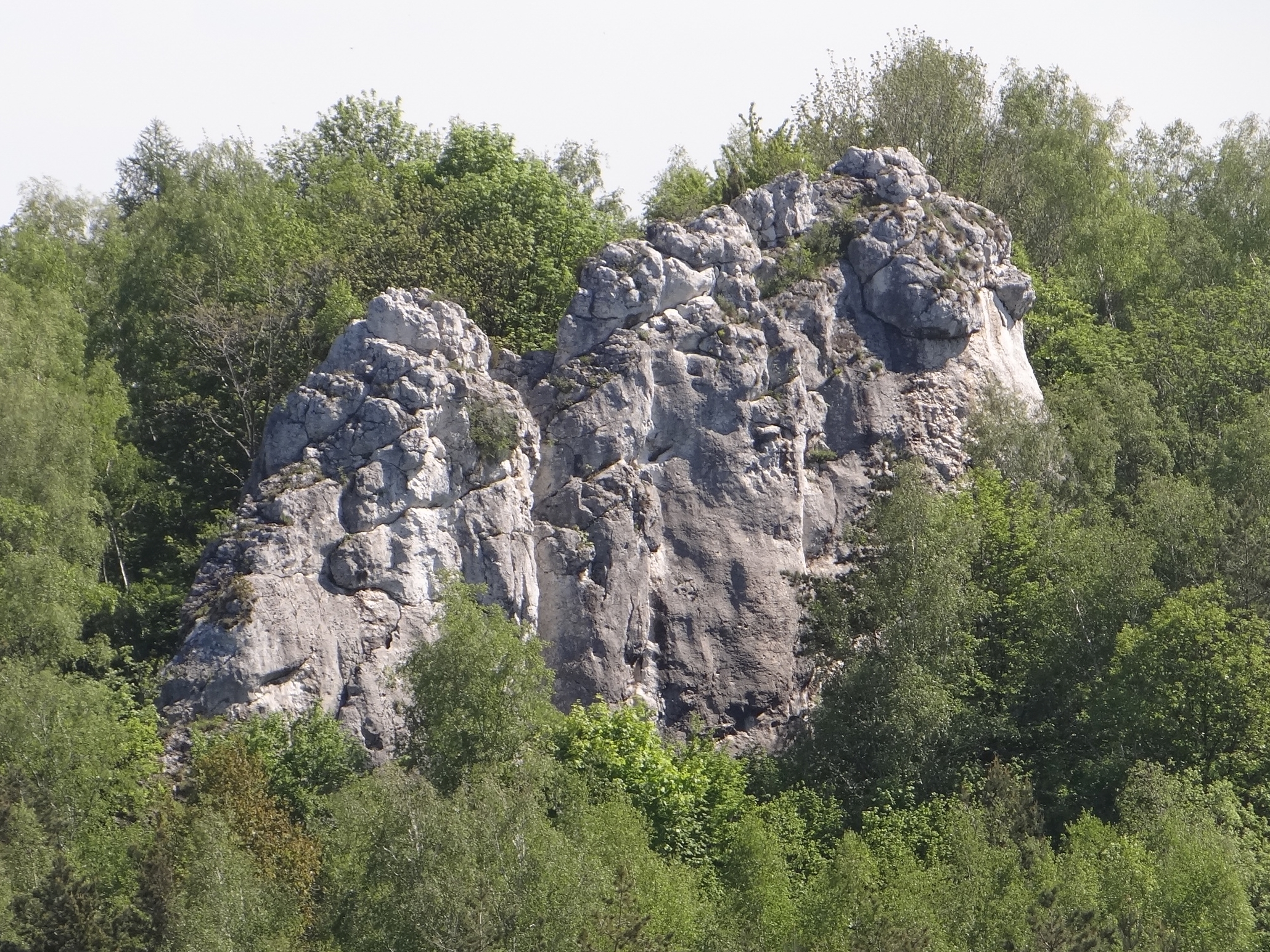
Łyse Baszty

Łyse Skały lub Łyse Baszty – grupa skał na orograficznie prawym zboczu Doliny Szklarki, w obrębie miejscowości Jerzmanowice w województwie małopolskim, w powiecie krakowskim, w gminie Jerzmanowice-Przeginia. Znajdują się w widłach głównego ciągu tej doliny i jej bocznego odgałęzienia, którym prowadzi droga do Kolonii Zachodniej.
W grupie Łysych Skał wyróżnia się Łysą, Łyse Plecy i Łyse Zęby. Wszystkie znajdują się w lesie, w szczytowych partiach wzniesienia i są obiektem wspinaczki skalnej.
W Łysych Skałach znajduje się kilka obiektów jaskiniowych: Szczelina w Łysych Skałach Pierwsza, Szczelina w Łysych Skałach Druga, Szczelina w Łysych Skałach Trzecia, Szczelina w Łysych Skałach Czwarta, Szczelina w Łysych Skałach Piąta, Szczelina w Łysych Skałach Szósta.